# Сава Младенов
Сава Илиев Младенов е български революционер, сподвижник на Васил Левски и четник в Ботевата чета.

## Биография
Сава Младенов е роден през 1845 г. в Тетевен. Това го отбелязва самият той, пояснявайки, че баща му е родом от Пиротско (с. Височка Раджан), но около 15-годишен се заселил в Тетевен, където се родил той. Участва във Втората българска легия в Белград (1867 – 1868), където се запознава и сприятелява с Васил Левски. След разтурянето на легията се връща в родния си град и участва в работата на Тетевенското читалище (1869). През 1870 г. се включва активно във Вътрешната революционна организация – придружава Левски заедно с Васил Йонков – Гложенеца и Марин поп Луканов при обиколката му от Ловеч към Тетевен, когато основават редица частни революционни комитети, вкл. и Тетевенския. През януари 1872 г. Левски го упълномощава заедно с Васил Йонков – Гложенеца да действат в Северна и в Южна България – в Търново, Лясковец, Сливен, Железник, Пловдив, Пазарджик, Панагюрище, Копривщица и Карлово. Сава Младенов е един от най-доверените сподвижници на Апостола, изпълнява и особени поръчки. За Левски той е „народен работник, комуто може да се повери и лозинка, и всичко“, а в джобното си тефтерче пише: „... виж Савата да дойде..., ще се плаща на черни души...“.
След смъртта на Апостола се установява в Румъния. Включва се в четата на Христо Ботев. Загива след предателство на 21 юни 1876 година в местността „Козница“ на Тетевенския Балкан.
Както отбелязва проф. Унджиев, Сава Младенов не изпъква много сред другите по-образовани революционери, но това не намалява величието на неговия характер, нито силата на неговия дух. Голямата му преданост към освободителното дело и безрезервната му готовност за подвиг и саможертва изпъкват най-добре в писмото, което оставя, заминавайки с четата на Ботев:
| „        | „Братя, ние вече отиваме в милото ни и драгоценно отечество, дето ни зове гласът на народната ни тръба, да помагаме на отчаяните ни мили братя, които се борят юнашки с нашия тиранин. Братя, моля ви да не ни забравяте и да не мислите, че не сме имали какво да ядем в Румъния. Онзи човек, който е роден с войнишко сърце, той заминува и баща и майка, и братя и сестри, дюкян и стока и сичко, което е най-добро за него. Братя, кой из нас не би пожелал тая светлина. Вервайте ми, братя мои, че ако да не би станало и тая година тая свята за нас длъжност имаше да умра като жена в румънската държава, но сега драго ми е, братя, нека ние да развеселим нашата стара майка България. Радвай се, майко юнашка, посрещай храбри юнаци. Дързост, братя. Българското сърце няма да се уплаши от неприятелския нож. Смъртта пред юнашките очи е нищо. Сбогом, братя, прощавайте. Кога ни додете на гости пак ще се видим. | “ |
| Сава М.“ | |   |

На лобното му място е издигнат негов паметник. Професионална гимназия в родния му град е наименувана „Сава Младенов“.